# Battaglia di Happrew
La battaglia di Happrew fu una schermaglia avvenuta intorno al 20 febbraio 1304 nei pressi di Happrew, vicino alla cittadina di Peebles situata sugli Scottish Borders durante le guerre di indipendenza scozzesi.
Un gruppo di cavalleria inglese che comprendeva tra gli altri Robert de Clifford, William de Latimer ed il futuro re scozzese Robert the Bruce fu mandata a sud verso Dunfermline sotto il comando di John Segrave per localizzare e catturare i ribelli William Wallace e Simon Fraser. Al termine dello scontro entrambi i capi rivoltosi scozzesi riuscirono a fuggire.